# Josep Pons Grau
Josep Enric Pons Grau (n. 19 iunie 1948, Tavernes de la Valldigna⁠(d), Comunitatea Valenciană, Spania – d. 13 iunie 2024) a fost un om politic spaniol. Membru al Partidului Socialist din Comunitatea Valenciană, a fost deputat în Congresul Deputaților din 1983 până în 1986. și în Parlamentul European din 1986 până în 1999.
Pons Grau a decedat pe 12 iunie 2024, la vârsta de 75 de ani.